# Platylabus perexiguus
Platylabus perexiguus är en stekelart som beskrevs av Heinrich 1973. Platylabus perexiguus ingår i släktet Platylabus och familjen brokparasitsteklar. Inga underarter finns listade i Catalogue of Life.